# Jennie Reed
Jennie Idell Reed, verh. Madden, (* 20. April 1978 in Bellevue, Washington) ist eine ehemalige US-amerikanische Radrennfahrerin und Weltmeisterin.

## Sportliche Laufbahn
Jennie Reed gewann ihre ersten beiden Titel mit 16 Jahren bei den nationalen Bahnmeisterschaften der Junioren im Jahr 1994. International machte sie bei den Bahnweltmeisterschaften 2004 in Melbourne auf sich aufmerksam, als sie Dritte im Keirin wurde.
2005 wurde Jennie Reed bei den US-amerikanischen Meisterschaften dreifache Meisterin, im Keirin, im 500-m-Zeitfahren sowie im Sprint; in den folgenden Jahren konnte sie sieben weitere nationale Titel erringen. 17-mal stand sie bei Weltcups auf dem Podium. Sie nahm zudem an den Olympischen Spielen in Athen und Peking teil.
2007 wurde Jennie Reed Panamerikameisterin im Keirin, und im Jahr darauf in Manchester Weltmeisterin in derselben Disziplin; im Sprint erreichte sie den dritten Platz. Nach ihrer Teilnahme an den Olympischen Spielen in Peking beendete sie ihre Radsportlaufbahn, kehrte aber 2011 zurück, um sich in der Mannschaftsverfolgung für die Spiele in London zu qualifizieren. Bei den UCI-Bahn-Weltmeisterschaften 2011 in Apeldoorn errang sie Silber in der Mannschaftsverfolgung mit Sarah Hammer und Dotsie Bausch.
2012 errang Reed bei den Olympischen Spielen in London gemeinsam mit Bausch, Hammer und Lauren Tamayo die Silbermedaille in der Mannschaftsverfolgung. Da sie aber nur in der Qualifikation am Start gewesen war und nicht im Endlauf, durfte sie nicht mit auf das Siegerpodium steigen, um ihre Medaille entgegenzunehmen.
Anschließend trat Jennie Reed vom Leistungsradsport zurück. Sie ist die einzige US-amerikanische Bahnradsportlerin, die sowohl in einer Kurzzeit- wie auch in einer Ausdauerdisziplin eine WM-Medaille errang (Stand 2016).
Reed gründete die Jennie Reed Foundation, um junge Menschen an den Radsport heranzuführen.

## Ehrungen
- 1998 USA Cycling Elite Female Track Athlete of the Year[1]

## Erfolge
2004
- Weltmeisterschaft – Keirin
- Bahnrad-Weltcup in Manchester – Keirin

2005
- US-amerikanische Meisterin – Sprint, Keirin, 500-Meter-Zeitfahren

2006
- US-amerikanische Meisterin – Sprint, Keirin, 500-Meter-Zeitfahren, Teamsprint (mit Liz Reap-Carlson)

2007
- Panamerikameisterin – Keirin
- Panamerikameisterschaft – Sprint
- US-amerikanische Meisterin – Sprint, Keirin, Mannschaftsverfolgung (mit Sarah Hammer und Dotsie Bausch)

2008
- Weltmeisterin – Keirin
- Weltmeisterschaft – Sprint

2011
- Weltmeisterschaft – Mannschaftsverfolgung (mit Sarah Hammer und Dotsie Bausch)
- US-amerikanische Meisterin – Mannschaftsverfolgung (mit Sarah Hammer und Dotsie Bausch)

2012
- Olympische Spiele – Mannschaftsverfolgung (mit Sarah Hammer, Dotsie Bausch und Lauren Tamayo)